# Police XI
Maillots
Actualités
Le Police XI est un club botswanais de football basé à Otse.

## Palmarès
- Championnat du Botswana (1)
  - Champion : 2006
  - Vice-champion : 2003, 2004, 2005

- Coupe du Botswana (1)
  - Vainqueur : 1983